# Oued El Berdi
Oued El Berdi (em árabe: وادى البردي) é uma cidade e comuna localizada na província de Bouira, Argélia. Segundo o censo de 2008, a população total da cidade era de 10 767 habitantes.